# Sportjahr 1893
Liste der Sportjahre

◄◄ | ◄ | 1889 | 1890 | 1891 | 1892 | Sportjahr 1893 | 1894 | 1895 | 1896 | 1897 | ► | ►►

Weitere Ereignisse

## Ereignisse

### Badminton
Die Badminton Association wird am 12. September 1893 von 14 Klubs gegründet, um Einheitlichkeit in den Badmintonregeln herzustellen. Zu diesem Zeitpunkt kann ein Badmintonfeld in der Länge zum Beispiel um bis zu drei Meter differieren. Große Verdienste um den Verband erwirbt sich Colonel S. S. C. Dolby, der erster Präsident wird und gleichzeitig auch Honorary Treasurer und Honorary Secretary ist.

### Cricket, Fußball
- 21. Februar: Die Argentine Association Football League wird als erster Fußballverband Südamerikas gegründet.
- 23. März: Der 1. Hanauer Fußball-Club 1893 wird gegründet.
- 11. Mai: Der Sportverein Minerva 93 Berlin wird gegründet.
- 4. Juni: In Baden-Baden wird die Südwestdeutsche Fußball-Union gegründet.
- 29. Juni: Der Altonaer Cricketclub 1893 wird gegründet.
- 7. September: In Genua entsteht mit dem Genoa Cricket and Football Club der heute älteste italienische Fußballverein.
- 9. September: Der FV Stuttgart wird gegründet.
- 28. September: Der portugiesische Fußballverein FC Porto wird gegründet.
- 1. Oktober: Der Berliner Tor- und Fußballclub Rapide in Niederschönhausen bei Berlin wird gegründet.
- 15. November: Der Fußballverein FC Basel wird gegründet.
- 16. November: Der Fußballverein Sparta Prag wird unter dem Namen AC Královské Vinohrady gegründet.
- Der tschechische Fußballverein ČFK Kickers wird gegründet.

### Eishockey
- 17. März: Der Montréal Hockey Club wird erster Gewinner des Stanley Cups.

### Radsport

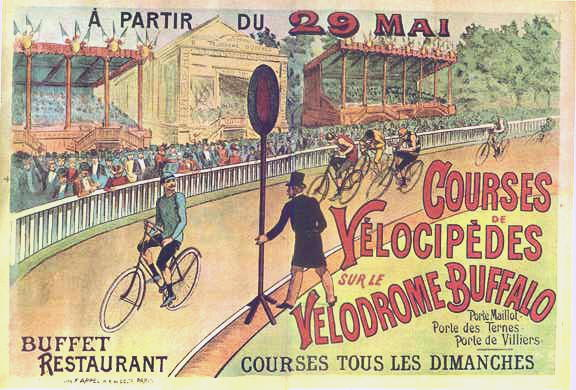
Werbung für das erste Rennen auf der Buffalo-Radrennbahn im Jahre 1893

- 11. Mai: Die Buffalo-Radrennbahn in Paris wird eröffnet. Henri Desgrange stellt hier den ersten Stundenweltrekord ohne Schrittmacher auf. Ebenfalls im Mai stellt Georges Cassignard mit 1:28 min einen neuen Weltrekord über 1 km mit stehendem Start auf.

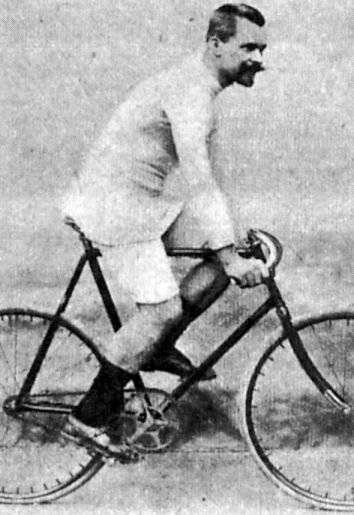
Josef Fischer

- 29./30. Juni: Die Distanzradfahrt Wien–Berlin endet mit einem Sieg des Bayern Josef Fischer. Dieses bedeutsamste deutsche und österreichische Radrennen vor dem Ersten Weltkrieg löst eine Hochkonjunktur bei Fahrrädern aus.

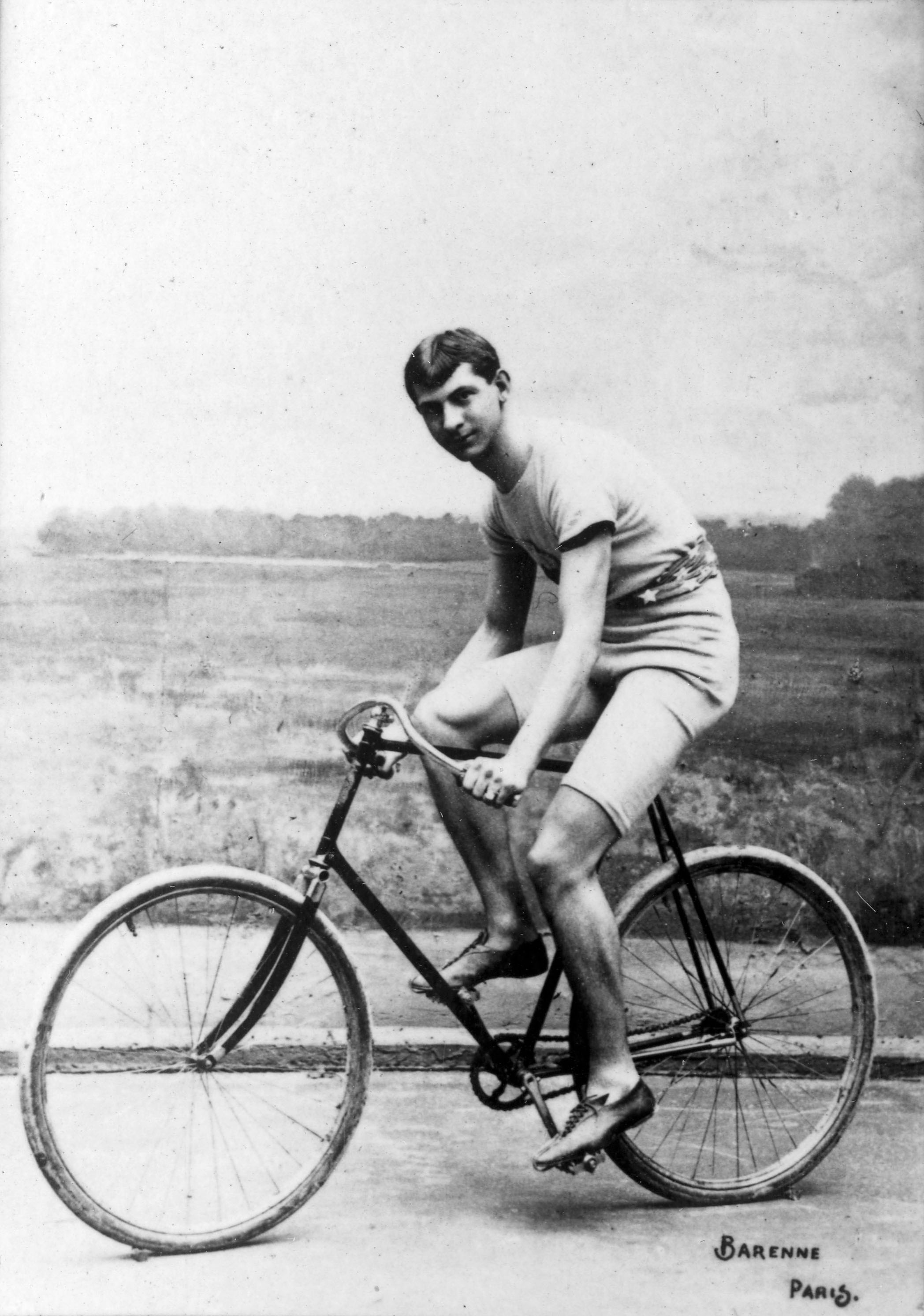
Arthur Augustus Zimmerman

- 11./12. August: Bei den Bahn-Radweltmeisterschaften 1893 wird der US-Amerikaner Arthur Augustus Zimmerman erster Weltmeister über die 10 km und das Sprintrennen. Erster Weltmeister im Steherrennen wird der Südafrikaner Laurens Smitz Meintjes.
- Am 27. September kommt Charles Terront nach einer 14-tägigen Fernfahrt aus Sankt Petersburg kommend auf der Buffalo-Radrennbahn in Paris an.
- Das Radrennen Paris-Brüssel wird erstmals ausgetragen.

### Turnen
- 2. Mai: Der Arbeiter-Turnerbund wird nach Aufhebung der Sozialistengesetze in Deutschland gegründet.

### Wintersport

#### Meisterschaften / Wettbewerbe
- 21./22. Januar: Bei der Eiskunstlauf-Europameisterschaft 1893 kommt es zum ersten großen Preisrichterskandal der Geschichte. Die Ergebnisse werden 1895 annulliert.
- 2. Februar: Im österreichischen Mürzzuschlag wird auch auf Initiative des Gastwirts Toni Schruf der erste alpine Skiwettlauf in Mitteleuropa ausgetragen.

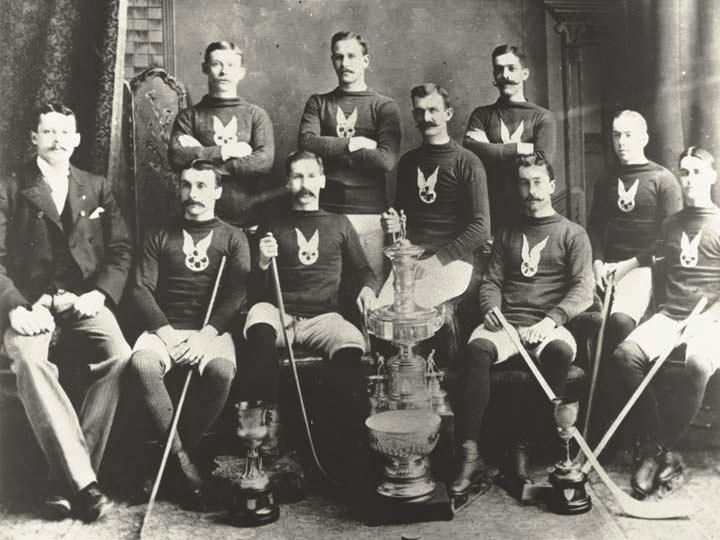
Das Team der Montreal AAA von 1893

- 17. März: Die Montréal Amateur Athletic Association gewinnt den ersten Stanley Cup ohne Herausforderer.
- Der Niederländer Jaap Eden gewinnt die erste offizielle Eisschnelllauf-Mehrkampfweltmeisterschaft.

#### Rekorde

##### Eisschnelllaufweltrekorde
- 11. Januar: Jaap Eden, Niederlande, läuft die 1500 Meter Eisschnelllauf in Groningen in 2:35,0 min.
- 14. Januar: Oskar Fredriksen, Norwegen, läuft die 10.000 Meter Eisschnelllauf in Amsterdam in 20:21,4 min.
- 5. Februar: Alfred Næss, Norwegen, läuft die 500 Meter Eisschnelllauf in Hamar in 49,4 s und damit als erster Mensch unter 50 Sekunden.
- 13. Februar: Halfdan Nielsen, Norwegen, läuft die 10.000 Meter Eisschnelllauf in Stockholm in 19:47,4 min und damit als erster Mensch unter 20 Minuten.
- 25. Februar: Peder Østlund, Norwegen, läuft die 1500 Meter Eisschnelllauf in Hamar in 2:32,6 min.
- 26. Februar: Die Norweger Einar Halvorsen und Alfred Næss, laufen am gleichen Tag die 500 Meter Eisschnelllauf in Hamar jeweils in 48,0 s.
- 26. Februar: Einar Halvorsen, Norwegen, läuft die 5000 Meter Eisschnelllauf in Hamar in 9:07,0 min.

##### Skispringen
- Torjus Hemmestveit, Norwegen, erreicht beim Skispringen 31,4 Meter.

#### Vereinsgründungen
- 16. November: Unzufriedene Sportler von AC Prag gründen den Eissportverein AC Královské Vinohrady, aus dem nach einigen Jahren Sparta Prag hervorgeht.
- Mit dem Berliner Schlittschuhclub gründet sich der spätere 19-fache Deutsche Meister im Eishockey.

### Weitere Ereignisse
- 21. März: Am Smith College in Massachusetts findet auf Initiative von Senda Berenson Abbott das erste Basketball-Spiel für Frauen statt.
- 22. März: Oxford besiegt Cambridge im Boat Race in 18′45″.
- 6./7. April: Der Boxkampf Andy Bowen gegen Jack Burke bleibt nach 110 Runden und 7 Stunden 19 Minuten Dauer ohne Sieger. Es handelt sich damit um den längsten Boxkampf der Geschichte.
- 13. Juni: Das weltweit erste weibliche Golfturnier findet in Lytham St Annes statt. Lady Margaret Scott ist Gewinnerin der ersten British Ladies Amateur Golf Championship.

## Geboren

### Januar
- 05. Januar: Johannes Vinther, dänischer Turner († 1968)
- 08. Januar: Herbert Ernst, deutscher Motorradrennfahrer und Unternehmer († unbekannt)
- 10. Januar: Hilding Ekman, schwedischer Leichtathlet († 1966)
- 15. Januar: Wilhelm Grimmelmann, dänischer Turner († 1958)
- 18. Januar: Michael McDermott, US-amerikanischer Schwimmer und Wasserballspieler († 1970)
- 15. Januar: Urho Peltonen, finnischer Speerwerfer († 1950)
- 16. Januar: Alfred Engelsen, norwegischer Turner und Wasserspringer († 1966)
- 18. Januar: Nicolae Mișu, rumänischer Tennisspieler († 1973)
- 20. Januar: Georg Åberg, schwedischer Weit- und Dreispringer († 1946)
- 22. Januar: Ludy Langer, US-amerikanischer Schwimmer († 1984)
- 23. Januar: Sven-Olof Jonsson, schwedischer Turner († 1945)
- 24. Januar: Johan Erik Friborg, schwedischer Radrennfahrer († 1968)
- 25. Januar: Oscar Zallhagen, schwedischer Leichtathlet († 1971)
- 27. Januar: Willy Böckl, österreichischer Eiskunstläufer († 1975)
- 27. Januar: Oskar Friman, finnischer Ringer († 1933)
- 29. Januar: Émile Burie, französischer Automobilrennfahrer († 1970)
- 30. Januar: Ingolf Davidsen, norwegischer Turner († 1946)

### Februar
- 10. Februar: William Tilden, US-amerikanischer Tennisspieler († 1953)
- 12. Februar: Edward Knourek, US-amerikanischer Leichtathlet († 1977)
- 12. Februar: Kristian Madsen, dänischer Turner († 1988)
- 13. Februar: Alfréd Schaffer, ungarischer Fußballspieler und -trainer († 1945)
- 22. Februar: Matti Raivio, finnischer Skilangläufer († 1957)
- 23. Februar: Alvar Thiel, schwedischer Segler († 1973)
- 27. Februar: Bert Mee, englischer Fußballschiedsrichter († 1964)

### März
- 04. März: Aleksanteri Toivola, finnischer Ringer († 1987)
- 05. März: Guus de Serière, niederländischer Fußballspieler († 1980)
- 06. März: Hans Schöchlin, Schweizer Ruderer († 1978)
- 09. März: Roland Jacobi, ungarischer Tischtennisspieler († 1951)
- 11. März: Charles Delporte, belgischer Fechter († 1960)
- 11. März: Einar Olsen, dänischer Turner († 1949)
- 12. März: Léopold Clabots, belgischer Turner († unbekannt)
- 13. März: Ernst-Arnošt Gottlieb, tschechoslowakischer Sportler († 1980)
- 16. März: Eric Blomgren, schwedischer Eisschnellläufer († 1971)
- 16. März: Théodore Le Du, französischer Automobilrennfahrer († 1966)
- 17. März: Arthur Lindfors, finnischer Ringer († 1977)
- 17. März: Otto Silber, estnischer Fußballspieler, -schiedsrichter und -funktionär († 1940)
- 18. März: Costante Girardengo, italienischer Radrennfahrer († 1987)
- 20. März: Václav Tintěra, böhmisch-tschechoslowakischer Radrennfahrer († unbekannt)
- 22. März: Axel Ekblom, schwedischer Sportschütze († 1957)
- 23. März: Armido Rizzetto, italienischer Radrennfahrer († 1956)
- 23. März: Reidar Tønsberg, norwegischer Turner († 1956)
- 24. März: Gastone Brilli-Peri, italienischer Rad-, Motorrad- und Automobilrennfahrer († 1930)
- 24. März: Eduard Krüger, deutscher Springreiter († 1963)
- 29. März: Amílcar Barbuy, italienisch-brasilianischer Fußballspieler und -trainer († 1965)
- 31. März: Alfredo Pezzana, italienischer Fechter († 1986)

### April
- 03. April: Josias Hartmann, Schweizer Sportschütze († 1982)
- 03. April: Frank Roberts, englischer Fußballspieler († 1961)
- 05. April: Charles Stoffel, Schweizer Bobfahrer und Reiter († 1970)
- 05. April: Clas Thunberg, finnischer Eisschnellläufer († 1973)
- 06. April: Friedrich Karl von Preußen, deutscher Springreiter († 1917)
- 09. April: Gyula Glykais, ungarischer Fechter († 1948)
- 11. April: Frances Schroth, US-amerikanische Schwimmerin († 1961)
- 12. April: Hans Bühler, Schweizer Springreiter († 1967)
- 12. April: Henry Oberholzer, britischer Turner und Ringer († 1953)
- 15. April: Gunnar Sundman, schwedischer Schwimmer († 1946)
- 16. April: John Norton, US-amerikanischer Leichtathlet († 1979)
- 16. April: Gerhard Topp, dänischer Langstreckenläufer († 1968)
- 17. April: Marguerite Broquedis, französische Tennisspielerin († 1993)
- 18. April: André Poplimont, belgischer Eishockeyspieler und Fechter († 1973)
- 19. April: Victor Verschueren, belgischer Bobfahrer und Eishockeyspieler († unbekannt)
- 19. April: Fritz Zulauf, Schweizer Sportschütze († 1941)
- 20. April: Édouard Taeymans, belgischer Turner († unbekannt)
- 21. April: Walter Bartram, deutscher Polospieler († 1971)
- 21. April: Romeo Bertini, italienischer Leichtathlet († 1973)
- 21. April: Rocky Kansas, US-amerikanischer Boxer italienischer Herkunft im Leichtgewicht († 1954)
- 21. April: Georg Kunisch, deutscher Schwimmer († 1936)
- 23. April: Rikard Nordstrøm, dänischer Turner († 1955)
- 24. April: Henry Bailey, US-amerikanischer Sportschütze († 1972)
- 29. April: Ellen Brockhöft, deutsche Eiskunstläuferin († 1977)
- 30. April: Tinus van Beurden, niederländischer Fußballspieler († 1950)
- 30. April: Gyula Breyer, ungarischer Schachmeister († 1921)

### Mai
- 01. Mai: Niels Erik Nielsen, dänischer Turner († 1974)
- 06. Mai: Josef Müller, deutscher Fußballspieler und -trainer († 1984)
- 10. Mai: György Négyesy, ungarischer Schachspieler († 1992)
- 11. Mai: Robert Girardet, französischer Segler († 1977)
- 12. Mai: René Mourlon, französischer Sprinter († 1977)
- 14. Mai: Ragnar Malm, schwedischer Radrennfahrer († 1958)
- 15. Mai: Werner Ekman, finnischer Sportschütze († 1968)
- 15. Mai: Hans Trier Hansen, dänischer Turner († 1980)
- 16. Mai: Tauno Ilmoniemi, finnischer Turner und Wasserspringer († 1934)
- 17. Mai: Kurt Diemer, deutscher Fußballspieler († 1953)
- 18. Mai: Pierre Albarran, französischer Tennisspieler († 1960)
- 19. Mai: Fritjof Hillén, schwedischer Fußballspieler († 1977)
- 26. Mai: Dynes Pedersen, dänischer Turner († 1960)
- 30. Mai: Giovanni Scatturin, italienischer Ruderer († 1951)
- 31. Mai: Jos van Son, niederländischer Fußballspieler († 1956)

### Juni
- 03. Juni: Wally Dressel, deutsche Schwimmerin († 1940)
- 06. Juni: Sándor Szalay, ungarischer Eiskunstläufer († 1965)
- 07. Juni: Gillis Grafström, schwedischer Eiskunstläufer († 1938)
- 07. Juni: Vera Thulin, schwedische Schwimmerin († 1974)
- 16. Juni: Georg Gyssling, deutscher Bobfahrer († 1965)
- 17. Juni: Ödön Toldi, ungarischer Schwimmer († 1966)
- 19. Juni: Pierre Bacqueyrisses, französischer Unternehmer und Automobilrennfahrer († 1949)
- 19. Juni: Nils-Erik Haglund, schwedischer Schwimmer († 1921)
- 23. Juni: Joaquín Cuadrada, spanischer Schwimmer († 1969)
- 28. Juni: Léon Bronckaert, belgischer Turner († unbekannt)
- 30. Juni: Frits Eijken, niederländischer Ruderer († 1978)
- 30. Juni: Benigno Ferrera, italienischer Skilangläufer († 1988)
- 30. Juni: Frederick Morgan, südafrikanischer Sportschütze († 1980)

### Juli
- 04. Juli: Reidar Martiniuson, norwegischer Segler († 1968)
- 08. Juli: Kenneth Carey, US-amerikanischer Segler († 1981)
- 12. Juli: Ernest Cadine, französischer Gewichtheber († 1978)
- 13. Juli: Paul Lob, Schweizer Eishockeyspieler († 1965)
- 23. Juli: Georges Pouilley, französischer Schwimmer († 1958)
- 27. Juli: Harold Little, kanadischer Ruderer († 1958)
- 27. Juli: Fritz Rammelmayr, deutscher Eishockeyspieler († unbekannt)
- 28. Juli: Alfred Eluère, französischer Rugbyspieler und Sportfunktionär († 1985)
- 28. Juli: Alf Svensén, schwedischer Turner († 1935)
- 29. Juli: Gladys Davis, britische Fechterin († 1965)
- 31. Juli: Ragnar Vik, norwegischer Segler († 1941)

### August
- 02. August: Ángel Romano, uruguayischer Fußballspieler († 1972)
- 05. August: Perry McGillivray, US-amerikanischer Schwimmer und Wasserballspieler († 1944)
- 06. August: Arnaldo Andreoli, italienischer Turner († 1952)
- 06. August: Josef Feistauer, tschechoslowakischer Skilangläufer († 1972)
- 09. August: Nils Sandström, schwedischer Sprinter († 1973)
- 10. August: Carlo Costigliolo, italienischer Turner (* 1968)
- 15. August: John Hatfield, britischer Schwimmer und Wasserballspieler († 1965)
- 16. August: Sameli Tala, finnischer Leichtathlet († 1961)
- 18. August: Fritz Danild, dänischer Langstreckenläufer († 1951)
- 18. August: Burleigh Grimes, US-amerikanischer Sportler († 1985)
- 28. August: Giovanni Mangiante, italienischer Turner († 1967)
- 30. August: Svend Ringsted, dänischer Fußballspieler († 1975)
- 31. August: Władysław Karaś, polnischer Sportschütze († 1942)
- 31. August: Georg Thumshirn, deutscher Motorradrennfahrer († 1955)

### September
- 02. September: Ilse Friedleben, deutsche Tennisspielerin († 1963)
- 02. September: Paul Henrichsen, norwegischer Radrennfahrer († 1962)
- 05. September: Johannes Birk, dänischer Turner († 1961)
- 06. September: Wally Freeman, britischer Leichtathlet († 1987)
- 08. September: Nello Ciaccheri, italienischer Radrennfahrer († 1971)
- 08. September: Gustaf Mattsson, schwedischer Leichtathlet († 1977)
- 09. September: Georges Detreille, französischer Radrennfahrer († 1957)
- 25. September: Hannes Miettinen, finnischer Langstreckenläufer († 1968)
- 29. September: Jean Hoffman, belgischer Wasserballspieler († unbekannt)

### Oktober
- 01. Oktober: Yip Man, chinesischer Wing-Chun-Großmeister († 1972)
- 05. Oktober: Lajos Czeizler, ungarischer Fußballtrainer († 1969)
- 12. Oktober: George Hodgson, kanadischer Schwimmer († 1983)
- 14. Oktober: Einar Halling-Johansson, schwedischer Fußballspieler († 1958)
- 15. Oktober: Jenő Uhlyárik, ungarischer Säbelfechter († 1974)
- 16. Oktober: Arthur Hermann, französischer Turner († 1958)
- 17. Oktober: Mario Boero, italienischer Wasserballspieler († 1973)
- 19. Oktober: Henri Thorsen, dänischer Leichtathlet († 1977)
- 21. Oktober: Fabian Biörck, schwedischer Turner († 1977)
- 21. Oktober: Tommaso Lequio di Assaba, italienischer Springreiter († 1965)

### November
- 01. November: Michele Mastromarino, italienischer Turner († 1986)
- 05. November: Raymond Dubly, französischer Fußballspieler († 1988)
- 05. November: Georges Lagouge, französischer Turner († 1970)
- 07. November: Ivar Svensson, schwedischer Fußballspieler († 1934)
- 08. November: Lennart Hannelius, finnischer Sportschütze († 1950)
- 10. November: Stane Kmet, jugoslawischer Skilangläufer († 1968)
- 10. November: Karel Kratz, niederländischer Wasserballspieler († 1962)
- 11. November: Paul von Guilleaume, deutscher Automobilrennfahrer und Motorsportfunktionär († 1970)
- 13. November: Nicholas Nerich, US-amerikanischer Schwimmer († 1957)
- 14. November: Tommy Milton, US-amerikanischer Automobilrennfahrer († 1962)
- 16. November: Eugène Debongnie, französisch-belgischer Radrennfahrer († 1956)
- 16. November: Donald Lippincott, US-amerikanischer Sprinter († 1962)
- 19. November: Léon Delsarte, französischer Turner († 1963)
- 20. November: George Thursfield, südafrikanischer Radrennfahrer († unbekannt)
- 21. November: Ernst Grünfeld, österreichischer Schachgroßmeister († 1962)
- 21. November: Harry Ryan, englischer Radrennfahrer und Radsportfunktionär († 1961)
- 21. November: Michail Nikolajewitsch Sumarokow-Elston, russischer Tennisspieler († 1970)
- 22. November: Herbert von Kuhlberg, russischer Schwimmer († 1915)
- 25. November: Peter Schlütter, dänischer Segler († 1959)
- 27. November: Luis Heyden, deutsch-US-amerikanischer Tennisspieler († 1951)
- 27. November: Rodney Soher, britischer Bobfahrer († 1983)
- 30. November: Väinö Kajander, finnischer Ringer († 1978)

### Dezember
- 02. Dezember: Walter Risse, deutscher Fußballspieler († 1969)
- 03. Dezember: Edmond Decottignies, französischer Gewichtheber († 1963)
- 04. Dezember: Sándor Gombos, ungarischer Fechter († 1968)
- 04. Dezember: Ilmari Vesamaa, finnischer Langstrecken- und Hindernisläufer († 1973)
- 06. Dezember: Svend Blach, dänischer Hockeyspieler († 1979)
- 07. Dezember: Anton Gottstein, tschechoslowakischer Skilangläufer († 1982)
- 08. Dezember: Fernando Altimani, italienischer Geher († 1963)
- 13. Dezember: Richard Parke, US-amerikanischer Bobfahrer († 1950)
- 15. Dezember: Josef Sedláček, österreichisch-tschechoslowakischer Fußballspieler († 1985)
- 16. Dezember: Albert Michelsen, US-amerikanischer Leichtathlet († 1964)
- 18. Dezember: Joseph Alzin, luxemburgischer Gewichtheber († 1930)
- 21. Dezember: Georges Buchard, französischer Degenfechter († 1987)
- 21. Dezember: Philippe Payot, französischer Eishockeyspieler († 1958)
- 23. Dezember: Hans Schmidt, deutscher Fußballspieler und -trainer († 1971)
- 24. Dezember: Wout Buitenweg, niederländischer Fußballspieler († 1976)
- 25. Dezember: Hans Lubinus, deutscher Regattasegler († 1973)
- 26. Dezember: Josef Rieder, deutscher Radrennfahrer († 1916)
- 26. Dezember: Halfdan Schjøtt, norwegischer Segler († 1974)
- 29. Dezember: Agne Holmström, schwedischer Leichtathlet († 1949)

### Genaues Datum unbekannt
- William Smith, südafrikanischer Bahnradsportler († 1958)

## Gestorben
- 15. März: Frédéric de Civry, französischer Radrennfahrer (* 1861)
- 15. Juni: Ferenc Erkel, ungarischer Komponist und Schachspieler (* 1810)
- 28. September: Georges Cassignard, französischer Radrennfahrer (* 1873)